# Luga
Luga (rusky Луга, finsky Laukaa, votsky Laugaz) je město v Leningradské oblasti v severozápadním Rusku, zhruba 140 km jižně od Petrohradu. Protéká tudy stejnojmenná řeka. Město založeno roku 1777. Dnes je průmyslovým centrem Lužského rajónu, žije zde 40 000 obyvatel. Z železnice Pskov – Petrohrad zde odbočuje větev na Novgorod; město má dobré spojení příměstskými vlaky s Petrohradem.